# Einer von uns (1960)
Einer von uns ist ein deutscher Spielfilm der DEFA von Helmut Spieß aus dem Jahr 1960.

## Handlung
Lilly hat endlich eine Beschäftigung als Losverkäuferin auf dem Rummelplatz gefunden. Bei dem Versuch ihre Lose zu verkaufen, gerät sie in das Umfeld des Standes der „stärksten“ Männer, von denen sie einer aus dem Umfeld brutal vertreiben will. Das lässt aber der Ringer Richard Bertram, der mit seinen Freunden aus dem Arbeitersportverein gerade vorbeikommt, nicht zu und wirft den angeblich starken Rummel-Ringkämpfer zu Boden. Für die Losbudenbesitzerin ist das aber der Anlass, Lilly sofort wieder zu entlassen. So haben sich Lilly und Richard kennengelernt.
Mit dem Erstarken des Nationalsozialismus wird es für die Arbeitersportler immer schwieriger, ungestört ihr Training zu absolvieren. Überfälle und Störungen durch die SA werden immer häufiger. Zu dieser Zeit lebt Lilly bereits mit Richard zusammen. Der ehemalige Arbeitersportler Erich Sens lässt sich mit einer Arbeitsstelle als Kraftfahrer von einem rechtsgerichteten Unternehmer kaufen, um seine Kameraden zu verlassen. Für Richard ist die politische Entwicklung aber Anlass, enger als bisher Kontakt zur Kommunistischen Partei Deutschlands zu suchen. Diese beschließt, die Sportler in bürgerlichen Vereinen unterzubringen, um die Popularität Richards, des mehrfachen deutschen Meisters, auszunutzen, denn die Arbeitersportvereine wurden durch Auflösungen ruhiggestellt. Bei den nächsten Meisterschaften wird Richard Bertram wieder Sieger in seiner Gewichtsklasse, verwehrt aber bei der Siegerehrung den geforderten Hitlergruß. Daraufhin bekommt er Wettkampfverbot.
Hotte Janetzki ist mit den Arbeitersportlern befreundet. Er gehört zu denen, die glauben, dass man den Faschisten in jedem Falle mit gleicher Münze heimzahlen müsse. Als Bertrams Freundin von SA-Banditen belästigt wird, lässt er sich provozieren und zieht eine Pistole. Er wird verhaftet und kehrt erst nach zwei Jahren Haft im Konzentrationslager zurück nach Berlin. Hier versucht er Anschluss an die Genossen, die in der Illegalität arbeiten, zu finden. Es ist aber nicht nur sein eigener Wille, sondern er hat auch einen Auftrag der SS auszuführen, der es gelungen ist, seinen Widerstand zu brechen. Als erstes gelingt es ihm auch, den bereits steckbrieflich gesuchten Alli Grunnert zu verraten, der dadurch in ein KZ eingeliefert wird.
Die Sperre für Richard Bertram wird durch die Nationalsozialisten wieder aufgehoben, da sie ihm eine Chance für einen Sieg bei den Olympischen Spielen 1936 in Berlin zutrauen. Von der verbotenen Kommunistischen Partei wird er beauftragt darauf einzugehen, um auf diesem Weg Material über die Verbrechen der Faschisten an ausländische Sportler zu übergeben. Hotte Janetzki bemerkt, dass Richard gemeinsam mit Lilly etwas Verbotenes tut und will ihn bei der Gestapo anzeigen. Er bekommt den Ringer in seine Gewalt und fährt mit ihm dorthin. Auf dem Weg entdeckt er in der Tasche, die den Ausländern übergeben werden soll, viele Dokumente von den Verbrechen in den deutschen Konzentrationslagern. An seine eigenen Qualen erinnert, sieht er ein, dass die Welt über diese Gräuel informiert werden muss und lässt Richard laufen. In der Gestapo-Zentrale will Janetzki den angedrohten erneuten Folterungen entfliehen und wird im Wegrennen von hinten erschossen.
Als Alli Grunnert im KZ erfährt, dass Hotte Janetzki ein Spitzel ist, flieht er, um Richard vor diesem zu warnen. Mit Hilfe von Sportlern aus Estland gelingt es ihnen, sich dem Zugriff der Gestapo zu entziehen. Gemeinsam fahren sie mit einem geliehenen Motorrad zu einem Flugplatz, auf dem eine französische Kunstflugstaffel  ihren Start verzögert, da sie noch auf die anvisierten Dokumente von Richard wartet. In einem dieser Flugzeuge sitzt der französische Kommunist Catteau, den beide bereits von gemeinsamen Wettkämpfen aus vergangener Zeit kennen. Nachdem die Unterlagen übergeben wurden und Alli Grunert in das Flugzeug gestiegen ist, kann die Staffel endlich starten.

## Produktion
Einer von uns wurde in Schwarzweiß gedreht und hatte seine Uraufführung am 29. April 1960 im Berliner Kino Babylon. Die Erstausstrahlung im Fernsehen erfolgte am 7. Oktober 1960 im DFF.
Die Außenaufnahmen entstanden u. a. in Berlin-Mitte in der Linienstraße, Auguststraße, Tucholskystraße, Ackerstraße und der Friedrichsgracht sowie in Berlin-Prenzlauer Berg in der Dänenstraße und Stargarder Straße. Für Innenaufnahmen standen u. a. die Werner-Seelenbinder-Halle und der Saalbau Friedrichshain zur Verfügung.
Der Film wurde unter dem Arbeitstitel Werner Seelenbinder gedreht und besitzt biographische Parallelen zu dessen Leben. Die Dramaturgie lag in den Händen von Hans Sasse.

## Kritik
Horst Knietzsch betonte im Neuen Deutschland die durchweg hervorragenden Leistungen der Darsteller und des ganzen Drehstabes und dass das Berliner Premierenpublikum den Film mit Freude aufnahm.
H. U. E. stellte in der Berliner Zeitung fest, dass der Film einen starken Gesamteindruck hinterlässt. Die Zuschauer verfolgten das Geschehen mit Anteilnahme und Bewegung.
Das Lexikon des internationalen Films empfindet den Film als mittelmäßige Unterhaltung mit politischer Motivation.